# Arunamalaia
Arunamalaia és un gènere d'arnes de la família Crambidae. Conté només una espècie, Arunamalaia banderdewaensis, que es troba a l'Índia (Arunachal Pradesh).